# تپه‌رش (دالاهو)
تپه رش مربوط به دوره اشکانیان است و در شهرستان دالاهو، بخش مرکز ی، دهستان بان زرده، ۵۰۰ متری جنوب غربی روستای زرده پایین واقع شده و این اثر در تاریخ ۲۷ اسفند ۱۳۸۶ با شمارهٔ ثبت ۲۲۴۶۲ به‌عنوان یکی از آثار ملی ایران به ثبت رسیده است.